# Place Alonso de Mendoza
 (octobre 2015).
Si vous disposez d'ouvrages ou d'articles de référence ou si vous connaissez des sites web de qualité traitant du thème abordé ici, merci de compléter l'article en donnant les références utiles à sa vérifiabilité et en les liant à la section « Notes et références ».
Localisée dans le centre-ville de La Paz, en Bolivie. La place Alonso de Mendoza se trouve dans le lieu de fondation de la ville de La Paz.
Alonso de Mendoza (en) a fondé la ville de La Paz, capitale de la Bolivie, par mandat de Pedro de la Gasca le 20 octobre 1548.
Le musée Tambo Quirquincho (es) se trouve sur la rue Evaristo Valle, au sud de la place. La place est une des plus traditionnelles places de la ville, pendant son existence elle a souffert beaucoup de changements, mais elle a toujours maintenu le monument au fondateur de la ville.